# Chilatherina crassispinosa
Espèce
Chilatherina crassispinosa est une espèce de poissons de la famille des Melanotaeniidae, originaire de Nouvelle-Guinée.